# Pīsh Bījār
Pīsh Bījār (persiska: پیش بیجار) är en ort i Iran.   Den ligger i provinsen Gilan, i den norra delen av landet, 190 km nordväst om huvudstaden Teheran. Pīsh Bījār ligger 2 meter över havet och antalet invånare är 260.
Terrängen runt Pīsh Bījār är platt åt nordost, men åt sydväst är den kuperad. Runt Pīsh Bījār är det ganska tätbefolkat, med 134 invånare per kvadratkilometer. Närmaste större samhälle är Langarud, 13,3 km nordväst om Pīsh Bījār. Trakten runt Pīsh Bījār består till största delen av jordbruksmark.